# البيان الرومانسي
البيان الرومانسي: فلسفة الأدب عبارة عن مجموعة من المقالات المتعلقة بطبيعة الفن كتبهتا الفيلسوفة آين راند . تم نشره لأول مرة في عام 1969م، مع طبعة ثانية منقحة نشرت في عام 1975م. تمت إعادة طباعة معظم المقالات من مجلة آين راند الموضوعي .

## ملخص
في أساس حجتها، تؤكد آين راند أنه لا يمكن للمرءِ أن يخلق فنًا دون غرس عمل معين مع أحكامه القيمة وفلسفته الشخصية. وحتى لو حاول الفنان حجب الدلالات الأخلاقية، فإن العمل يصبح مشوبًا برسالة حتمية أو طبيعية. الخطوة المنطقيةَ التالية في حجة آين راند هي أن جمهور أي عمل معين لا يمكنه إلا أن يخرج بإحساسٍ ما برسالة فلسفية، ملونة بقيمه الشخصية، متأصلة في نفوسهم مهما كانت درجة التأثير العاطفي الذي يحمله العمل. بالنسبة لهم.
تستمرُ آين راند في تقسيم المساعي الفنية إلى أشكال "صالحة" و"غير صالحة". على سبيل المثال، بالنسبة لآين راند التصوير الفوتوغرافي ، غير صالح (كشكل فني) لأن الكاميرا تسجل العالم كما هو تمامًا ولديها قدرة محدودة للغاية، وذلك إن وجدت، على حمل رسالة أخلاقية تتجاوز اختيار المصور للموضوع. الفن، بالنسبة لها، يجب أن يسعى دائمًا إلى رفع الروح الإنسانية وجعلها مثالية. إنها تهاجم على وجه التحديد الطبيعة والحداثة في الفن، مع دعمها للرومانسية (بالمعنى الفني، الذي تميزه آين راند عن الفلسفة التي تسمى أيضًا الرومانسية، والتي عارضتها بشدة).
كانت الفصول الأحد عشر الأولى من الفصول الاثني عشر للكتاب عبارة عن مقالات كتبت في الأصل للدوريات ومقدمة لطبعة لفيكتور هيوغو. الفصل الأخير عبارة عن قصة قصيرة بعنوان "أبسط شيء في العالم".

## تاريخ النشر
ظهرت معظم المقالات في الكتاب في الأصل في مجلة الموضوعي ، باستثناء "مقدمة لثلاثة وتسعين "، والتي كانت مقدمة لطبعة باللغة الإنجليزية من رواية فيكتور هوغو . تم نشر الطبعة الأولى من البيان الرومانسي من قبل شركة النشر العالمية في عام 1969م.  كان هذا أول كتاب لراند يتم نشره بعد انفصالها عن تلميذها السابق ناثانيال براندن ، وعلى عكس مجموعات المقالات السابقة، لم يحتوي هذا الكتاب على مادة لناثانيل براندن أو أي مؤلفين آخرين إلى جانب آين راند.  قد تم نشر طبعة ذات غلاف ورقي بواسطة المكتبة الأمريكية الجديدة في عام 1971م  أضافت الطبعة المنقحة عام 1975م مقالة "الفن والإدراك". 

## استقبال الكتاب
عند إصداره الأولي، لم يتلق البيان الرومانسي سوى عدد قليل من المراجعات. كانت معظمها موجزة وسلبية، وحتى المراجعات الأطول لم تهتم كثيرًا بتفاصيل نظرية آين راند الجمالية.  منذ ذلك الحين وحتى أواخر التسعينيات، لم يحظ " البيان الرومانسي" ونظرية آين راند الجمالية عمومًا إلا بقدر قليل من الاهتمام، مما دفع الباحث كريس ماثيو شيبارا إلى الإشارة إليه على أنه "كتاب شبه منسي في تاريخ آين راند".  كان أحد الاستثناءات القليلة مقالًا صحفيًا عام 1986م بقلم أستاذ الأدب ستيفن د. كوكس ، والذي قارن فيه النظرية الجمالية الشكلية لآين راند من الكتاب بممارساتها الخاصة كمؤلفة للروايات، بحجة أن ممارساتها تتعارض مع بعض نقاطها النظرية.  استثناء آخر كان فصلًا عن فلسفة جماليات آين راند في كتاب الموضوعية: فلسفة آين راند ، كان عرضًا تفصيليًا لأفكارها من قبل صديقها ووريثها ليونارد بيكوف .  بشكل عام، وصف أحد النقاد هذه الفترة بأنها فترة "إهمال حميد"، حتى أن المعجبين براند لم يكتبوا سوى القليل عن أفكارها حول الفن. 
وصفت ميمي ريزل جلادستيان الكتاب بأنه "ربما يكون أكثر أعمال راند الواقعية توحيدًا وتماسكًا".  وقد قارن المؤرخ جيمس تي بيكر الكتاب مع منهج آين راند في كتابها "مقدمة في نظرية المعرفة الموضوعية" ، والذي تمت كتابة معظمه كعمل واحد. وصف بيكر البيان الرومانسي بأنه يفتقر إلى النهج "المنهجي" للكتاب الآخر.  قال باري فاكر إنه على الرغم من أن الكتاب "يقدم رؤى فريدة وقيمة"، إلا أنه يفشل في "تقديم فلسفة كاملة للفنون الجميلة". 
اعتبارًا من عام 2008، باع الكتاب أكثر من 350،000 نسخة. 

## أنظر أيضاً
- كتاب آين راند السابق: الرأسمالية: النموذج المثالي المجهول
- كتاب آين راند التالي: اليسار الجديد
- فلسفة آين راند: الموضوعية
- فلسفة الجمال